# Арвид Терн
Арвид Терн' (Гренгесберг, 13. фебруар 1911 — Стокхолм, 2. децембар 1986) био је шведски фудбалер који је играо за Шведску на Светском првенству у фудбалу 1934. На клупском нивоу играо је за Гренгесберг и Еребро.